# Dymusia variabilis
Dymusia variabilis är en skalbaggsart som beskrevs av Moser 1915. Dymusia variabilis ingår i släktet Dymusia och familjen Cetoniidae. Utöver nominatformen finns också underarten D. v. teocchii.

## Bildgalleri

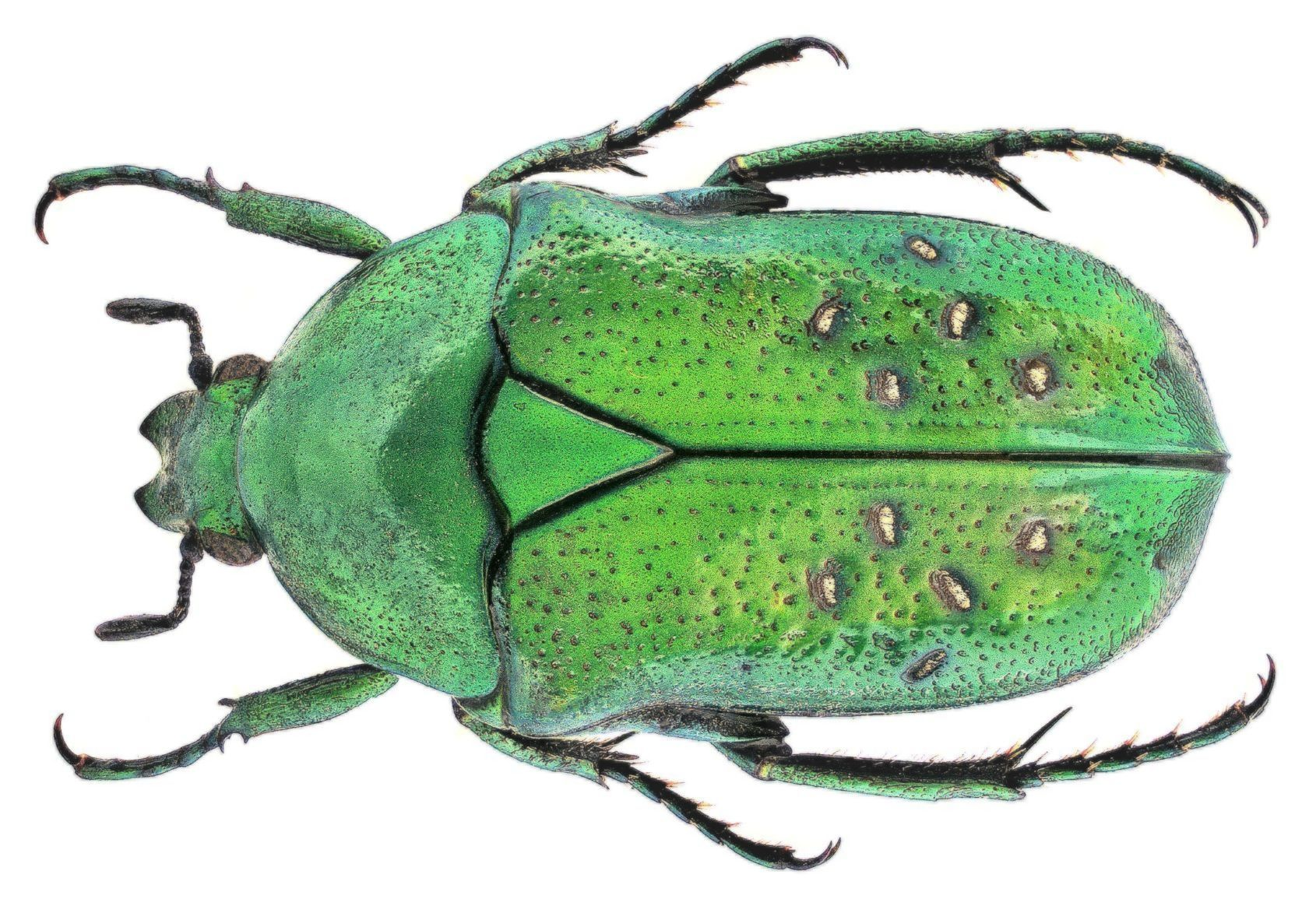